# Бендаловський Віталій Андрійович
Бендаловський Віталій Андрійович — радянський боксер, чемпіон і призер чемпіонатів СРСР, майстер спорту СРСР міжнародного класу. Суддя національної, всесоюзної та міжнародної категорій. Заслужений тренер України з боксу.
Закінчив Київський державний інститут фізичної культури (1962), Київський інженерно-будівельний інститут (!966).

## Спортивні результати
- Чемпіонат СРСР з боксу 1964 року — ;
- Чемпіонат СРСР з боксу 1966 року — ;
- Чемпіонат СРСР з боксу 1967 року (Бокс на літній Спартакіаді народів СРСР 1967 року) — ;
- Чемпіонат СРСР з боксу 1968 року — .

На змаганнях представляв місто Одесу та спортивне товариство «Динамо».
Після завершення спортивної кар'єри зайнявся тренерською діяльністю.
- У 1959–68 роках — тренер спортивного товариства «Динамо» (Київ);
- У 1968—77 — викладач, старший викладач кафедри боротьби та боксу Київського інституту фізичної культури;
- У 1977–91 — державний тренер з боксу України, водночас 1985–93 — тренер Республіканської школи вищої спортивної майстерності;
- У 1993–95 — начальник збірної команди з боксу при Державному комітеті з фізичного виховання і спорту України.[2]